# Джонсон, Хоэль
Хоэль Джонсон Алахарин (исп. Joel Johnson Alajarín; род. 20 сентября 1992, Торренте, Валенсия, Испания) — либерийский и испанский футболист, защитник клуба «Шарлотт Индепенденс».

## Клубная карьера
Хоэль — воспитанник системы «Валенсии». В составе «Местальи» он дебютировал в 2009 году и провёл 44 встречи за три сезона в этой команде. Свой единственный матч за «Валенсию» Хоэль провёл 8 марта 2010 года, сыграв все 90 минут против сантандерского «Расинга». Летом 2012 года Джонсон перебрался из «Местальи» в «Реал Мадрид C» — третью команду мадридского «Реала».
6 апреля 2016 года Джонсон подписал контракт с клубом второй лиги США «Шарлотт Индепенденс». 25 марта 2021 года Джонсон перезаключил контракт с «Шарлотт Индепенденс» на сезон 2021.
18 марта 2022 года Джонсон подписал контракт с клубом «Хартфорд Атлетик».
14 февраля 2023 года Джонсон вернулся в «Шарлотт Индепенденс», подписав контракт на сезон 2023.

## Международная карьера
За сборную Либерии Джонсон дебютировал 9 сентября 2018 года в матче квалификации Кубка африканских наций 2019 против сборной ДР Конго.

## Достижения
- Победитель Терсеры (1): 2010/11